# 陳夢球
陳夢球（1664年—1700年），字二受，號游龍，為明鄭陳永華的次子。籍貫福建龍溪石美（今龍海市角美鎮石美村），隸漢軍正白旗，臺灣府臺灣縣（今臺灣臺南市）人。

## 生平
明鄭東寧總制陳永華次子，明鄭滅亡後，隨鄭克塽至燕京，入籍漢軍正白旗，清康熙三十三年（1694年）為甲戌科進士二甲第三十一名，康熙帝曾經親自召見，稱其為「忠義陳永華之子」，曾任翰林院編修，奉令督學山西，卒於任內。

## 科名
陳夢球是清朝在臺灣道設立科舉考試後第一位出身臺灣的進士，但其為漢軍正白旗籍，並非臺籍。然後1757年中進士的王克捷原為福建省泉州府晉江縣籍，年少時移居臺灣寄籍諸羅縣。接著1766年中進士的莊文進以臺灣鳳山縣籍考取，之後又歸籍福建省晉江縣。故一般以1823年中進士鄭用錫為「開臺進士」，其生於臺灣且臺籍身分較無疑義。
另在同年（1694年）甲戌科武進士榜（曹曰瑋榜）臺灣府臺灣縣人阮洪義在殿試為三甲第三十三名，為「台灣首位武進士」。